# Horta (Vila Nova de Foz Coa)
Horta, também designada Horta do Douro, é uma povoação portuguesa sede da Freguesia de Horta do Município de Vila Nova de Foz Côa, freguesia com 11,89 km² de área e 161 habitantes (censo de 2021), tendo, por isso, uma densidade populacional de 13,5 hab./km².

## Demografia
A população registada nos censos foi:
| Distribuição da População por Grupos Etários | Distribuição da População por Grupos Etários | Distribuição da População por Grupos Etários | Distribuição da População por Grupos Etários | Distribuição da População por Grupos Etários |
| -------------------------------------------- | -------------------------------------------- | -------------------------------------------- | -------------------------------------------- | -------------------------------------------- |
| Ano                                          | 0-14 Anos                                    | 15-24 Anos                                   | 25-64 Anos                                   | > 65 Anos                                    |
| 2001                                         | 31                                           | 37                                           | 112                                          | 86                                           |
| 2011                                         | 22                                           | 25                                           | 120                                          | 75                                           |
| 2021                                         | 8                                            | 14                                           | 75                                           | 64                                           |

## Localidades
A Freguesia é composta por duas aldeias:
- Horta
- Sequeira

## Cronologia
- 1512, 15 de dezembro - concessão de foral por D. Manuel I; provável construção do pelourinho
- sécilo XVIII - provável extinção do concelho
- 1708 - a povoação, com 500 vizinhos, é da Coroa
- 1758, 2 de maio - nas Memórias Paroquiais é referido que a povoação pertence à Comarca de Pinhel e está sujeita à Câmara de Freixo de Numão.[5]

## Património
- Igreja da Horta
- Capela da Senhora dos Prazeres
- Pelourinho de Horta
- Sítio arqueológico Castanheiro do Vento ou Castanheiro do Vento